# 王炜 (1953年)
王炜（1953年4月—），河北南宫人，中华人民共和国政治人物。

## 生平
1969年8月参加工作，1972年11月加入中国共产党。曾担任中纪委原副书记何勇的秘书，后升任中纪委干部室副主任，中纪委监察综合室主任中纪委副秘书长兼监察综合室主任。2008年12月，任中纪委驻国家质量监督检验检疫总局纪检组长、第十八届中央纪律检查委员会委员。2016年8月9日后，不再担任国家质检总局纪检组长及党组成员，原因不详。